# إقليم إيكا
إقليم إيكا (بالإنجليزية: Ica Region)‏  هو أحد أقاليم بيرو، يتبع بيرو، عاصمته إيكا.

## الموقع
يشترك في الحدود مع:
- إقليم ليما
- إقليم أياكوتشو
- إقليم هوانكافليكا
- إقليم أريكيبا.

## التقسيمات الإدارية
- Chincha province [الإنجليزية]‏
- مقاطعة إيكا
- صحراء نازكا
- Palpa province [الإنجليزية]‏
- Pisco province [الإنجليزية]‏.